# マノン・シュヴァリエ
マノン・シュヴァリエ（Manon Chevallier、1998年1月16日 - ）は、フランスの女優。

## 出演作品
- エディット・ピアフ〜愛の讃歌〜（エディット・ピアフ（5歳））